# Espongina
A espongina é uma rede de fibras proteicas elásticas anastomosadas (entrelaçadas e fusionadas entre si), secretada pelo espongiócito. É uma substância insolúvel e resistente à digestão por enzimas proteolíticas e dispõe-se irregularmente no mesênquima. Ocorre no filo Porifera.
A espongina é muito usada para a fabricação de esponjas sintéticas.
A espongina não produz as espículas. As espículas podem ser calcárias ou silicosas dependendo da classe taxonômica; espículas formam o rígido esqueleto das esponjas  (Filo Porífera), assim como fornecem proteção contra predadores.